# Macedonië op de Olympische Jeugdwinterspelen 2012
Macedonië was een van de landen die deelnam aan de Olympische Jeugdwinterspelen 2012 in Innsbruck, Oostenrijk.

## Deelnemers en resultaten
(m) = mannen, (v) = vrouwen 

### Alpineskiën
| Olympiër       | Onderdeel        | Resultaat | Prestatie                           |
| -------------- | ---------------- | --------- | ----------------------------------- |
| Marjan Nashoku | super g (m)      | -         | - (DSQ)                             |
| Marjan Nashoku | reuzenslalom (m) | 31e       | 2.05,30 (+13,60) (1.03,84, 1.01,46) |
| Marjan Nashoku | slalom (m)       | -         | - (-) (45,99, DNF)                  |

### Langlaufen
| Olympiër        | Onderdeel          | Resultaat | Prestatie     |
| --------------- | ------------------ | --------- | ------------- |
| Velko Lozanoski | 10 km klassiek (m) | -         | geen deelname |
| Velko Lozanoski | sprint (m)         | 50e       | kwalificatie  |